# 南非航空295號班機空難

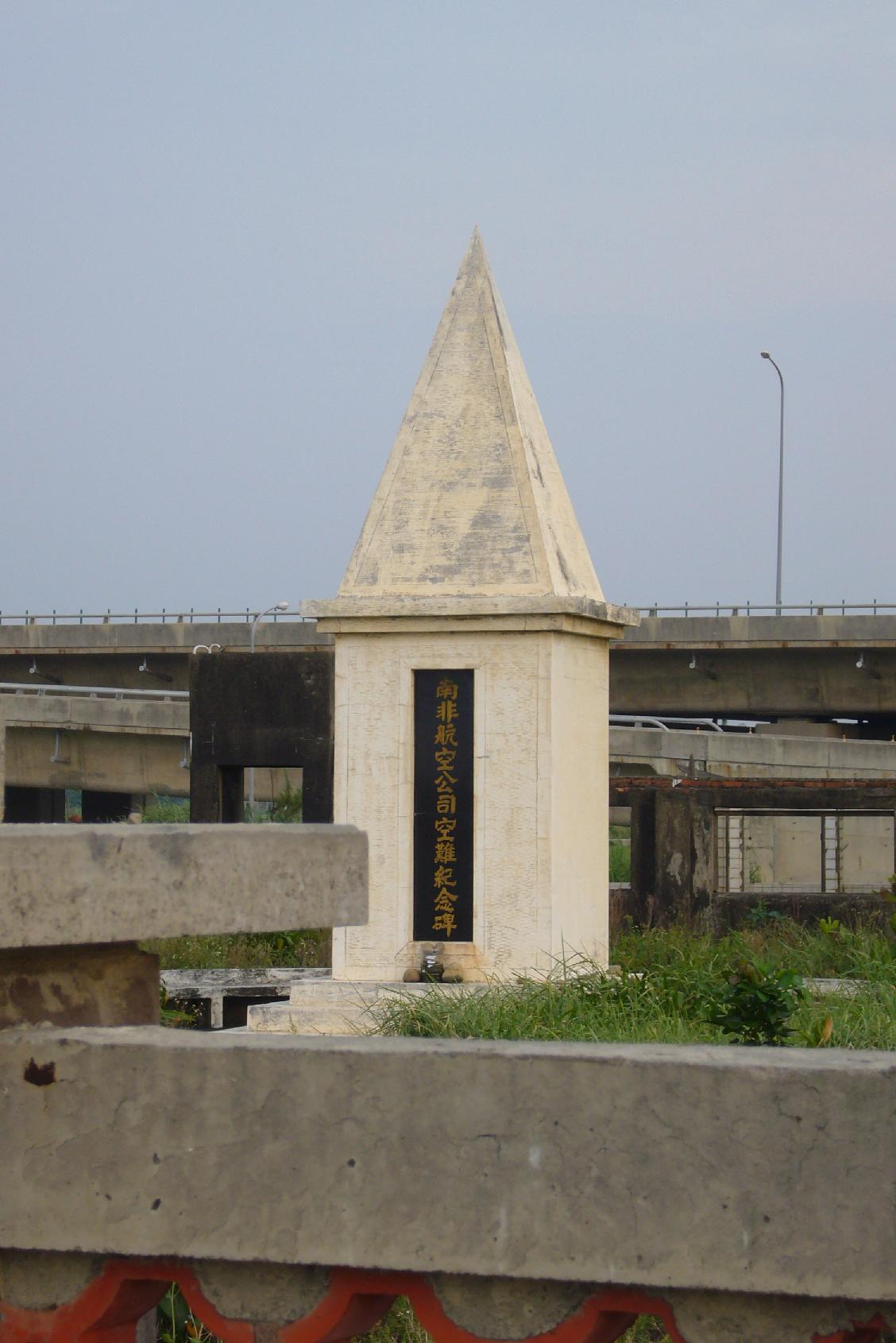
位於台灣桃園國際機場附近海邊的紀念碑。

南非航空295號班機（SA295）是一架從臺灣中正國際機場（今桃園國際機場）起飛的南非航空波音747-244BM客貨混用（Combi）班機，預定中途降落模里西斯的普莱桑斯國際機場（Plaisance Airport，在事故同年改名為西沃萨古尔·拉姆古兰爵士国际机场（Sir Seewoosagur Ramgoolam International Airport）））加油，最終目的地是南非的約翰內斯堡國際機場。1987年11月28日，班機在模里西斯東南250公里的印度洋上空起火並墜毀，機上159人全數罹難，是1987年死亡人數第二多、也是南非航空成立以來最慘重的空難。

## 飛機
失事飛機為一架被命名為「海德堡號」（Helderberg）的波音747-244BM客貨混合型客機，機身註冊編號為ZS-SAS，生產編號為22171/488，发动机为4台普惠JT9D-7Q，於1980年首航。空難發生時，機上載有140名旅客及19名機組人員。

## 乘客國籍統計
| 國籍     | 乘客 | 機組人員 | 總計 |
| -------- | ---- | -------- | ---- |
|          | 2    | 0        | 2    |
| 丹麦     | 1    | 0        | 1    |
| 西德     | 1    | 0        | 1    |
| 香港     | 2    | 0        | 2    |
| 日本     | 47   | 0        | 47   |
|          | 1    | 0        | 1    |
| 模里西斯 | 2    | 0        | 2    |
| 荷蘭     | 1    | 0        | 1    |
| 南非     | 52   | 19       | 71   |
| 中華民國 | 30   | 0        | 30   |
| 英国     | 1    | 0        | 1    |
| 總計     | 140  | 19       | 159  |

## 事故原因
該班機於1987年11月27日晚10時20分，從中正國際機場（今台灣桃園國際機場）起飛，前往南非最大城市約翰內斯堡。
在離開台北後約9.5小時，主貨艙突然起火，而此時該班機距離模里西斯僅約20分鐘航程。起火時，空中服務員曾經以滅火器試圖撲滅火勢，可是當時的火勢範圍太大，機艙溫度太高，沒法撲滅火勢。由於火警不停產生有毒煙霧，機師只好打開艙門清除煙霧。在機師緊急呼叫模里西斯航管請求降低高度後不久，飛機就與航管失去聯繫。
由於飛機殘骸沉沒於深海中，拯救異常困難。在事故發生後整整一年，才找到並打撈出失事客機殘骸及黑盒子，但磁帶大部份內容已因長時間浸泡於海中而無法辨識，又疑因大火燒毀電路，記錄器在飛機墜毀前即已停止工作，未有錄下關鍵內容。
至於起火原因仍眾說紛紜，由於當時的南非正值種族隔離制度引發的激烈政治和社會衝突及持續介入非洲各國內戰，加上南非當時遭國際社會經濟制裁及禁運軍火，卻不斷有秘密研製核武的傳聞，並且和當時中華民國政府在軍事、政治上往來密切（見「海功號試驗船」），因此一度傳出機上挾帶了核子物質或軍火的說法。
南非後來結束種族隔離政策後，真相與和解委員會重新調查本事件，並認為航班貨品清單上的貨品不可能引致本次大火，並要求檢察總長繼續調查事故原因，但檢察總長並未有應委員會要求重新調查事故。
直至今天依然沒法找出貨艙起火原因。而南非政府直至現在亦沒有公開當年是否有偷運軍火的說法。

## 事故之後
- 事故發生後，南非航空立即停飛旗下所有波音747客貨混装型飞机。另外，FAA發現波音747客貨混合型存在认证缺陷，當後部貨艙起火時濃煙容易進入前部載客部分，且主货舱起火时让机组人员直接进入货舱灭火完全不现实。因此FAA发布强制适航指令，要求波音747客貨混合型更改设计，并于1993年出台了新规定，规定机组人员进入货舱手动灭火不得成为主甲板货舱灭火的主要手段。这导致747客货混装型中货舱较大的构型被取消适航，仅有较小的货舱构型因机组无需在飞行中进入货舱内灭火而被保留。
- 在事故之後，航空公司應罹難者家屬的要求，在中正機場附近的竹圍渔港興建了紀念碑。[4][5]
- 臺灣知名家醫科醫師林青穀的父親和姪女死於這場空難。

## 相關記錄片
這次空難的發生與事後調查過程被拍攝製作成《空中浩劫》第五季第四集「Cargo Conspiracy」（香港地區稱「Mystery Fire」）。
Disney+「空中浩劫」第五季第八集「神秘之火」。